# 瓦盧瓦的凱瑟琳
瓦盧瓦的凱瑟琳（Catherine of Valois，1401年10月27日—1437年1月3日），英格蘭國王亨利五世的妻子，後來嫁給歐文·都鐸，都鐸王朝的始創人亨利七世的祖母。

## 早年
瓦盧瓦的凱瑟琳是法國國王查理六世與其妻子巴伐利亞的伊莎貝拉的幼女、查理七世的姊姊。凱瑟琳於1401年10月27日於巴黎出生。早年，本與當時的威爾斯親王亨利談婚論嫁，但是英格蘭國王亨利四世卻在商議前逝世。1414年，新登基的國王亨利五世重開談判，並要求以法國王位作為凱瑟琳的嫁妝。

## 英格蘭王后
英格蘭國王亨利五世趁法國因為阿馬尼亞克派與勃艮第派內戰而虛弱的機會於1415年重啟百年戰爭。勃艮第公爵無畏的約翰公然與英國人結盟。1415年，亨利五世在阿金庫爾以弓箭手摧毀了擁有絕對優勢兵力的法軍，法軍統帥奧爾良公爵查理被俘，是為阿金庫爾戰役。經過一系列的失敗，至1419年整個法國北部已遭英軍佔領。查理六世被英國人的盟友勃艮第公爵俘虜，被迫與亨利五世在特魯瓦簽署一份條約（1420年特魯瓦條約）。根據該條約，查理六世之子查理（後來的查理七世）被剝奪繼承權，讓位於亨利五世；另一方面，此條約亦訂立了凱瑟琳與亨利五世的婚約。1420年6月2日，兩人於特魯瓦主教座堂舉行婚禮，凱瑟琳其後於1421年2月23日在西敏寺大教堂加冕成為英格蘭王后。1421年6月，亨利五世再次回到法國繼續他的軍事行動。1421年12月6日，凱瑟琳誕下他們唯一的兒子亨利。1422年在萬塞訥附近的一次戰鬥中，亨利五世死於斑疹傷寒。

## 英格蘭王太后
亨利五世逝世後，亨利六世繼位成為英格蘭國王，未滿21歲的凱瑟琳成為王太后。當時傳聞凱瑟琳本來計劃與第二代索默賽特公爵埃德蒙·蒲福結婚，但是被攝政格洛斯特公爵漢弗萊所阻止。
凯瑟琳居住在国王家里，大概是因为她可以照顾她年幼的儿子，但这个安排也让议员们能够自己监视女王。尽管如此，在温莎城堡期间凯瑟琳还是与管家歐文·都鐸发生了性关系，并在这里怀上了他们的第一个孩子。其後雖然於1427-1428年通過法案阻止王太后在沒有國王同意的情況下再婚，並於1430年6月凱瑟琳為歐文·都鐸生下長子埃德蒙·都鐸。1432年五月國會將歐文·都鐸賜予英格蘭人的權利，并且某些时候凱瑟琳从溫莎城堡搬走。
沒有證據證明兩人已經結婚，但是兩人確實誕下至少六名兒女包括埃德蒙·都铎（亨利七世的父親）及賈斯珀·都鐸（亨利七世的叔父和監護人）。

## 逝世
1437年1月3日，凱瑟琳在倫敦逝世。歐文·都鐸隨即因與王太后再婚之罪被囚禁。1439年，亨利六世特赦歐文·都鐸，並於1442年收容兩位同母異父的弟弟到王庭。1452年11月，策封埃德蒙·都鐸為第一代里士滿伯爵、賈斯珀·都鐸為第一代彭布魯克伯爵。

## 子孫
- 第一任丈夫：亨利五世（1386年—1422年），1420年結婚
  - 子女：

1. 亨利六世

- 第二任丈夫：歐文·都鐸（約1392年—1461年）
  - 子女：

1. 埃德蒙·都铎，第一代里士滿伯爵
2. 賈斯珀·都鐸，第一代貝德福德公爵，第一代彭布魯克伯爵
3. 欧文·都鐸
4. 玛格丽特·都鐸，修女

## 外部連結
| 瓦盧瓦的凱瑟琳 瓦盧瓦王朝卡佩王朝的分支出生于：1401年10月27日逝世於：1437年1月3日 | 瓦盧瓦的凱瑟琳 瓦盧瓦王朝卡佩王朝的分支出生于：1401年10月27日逝世於：1437年1月3日 | 瓦盧瓦的凱瑟琳 瓦盧瓦王朝卡佩王朝的分支出生于：1401年10月27日逝世於：1437年1月3日 |
| 英格蘭王族                                                                        | 英格蘭王族                                                                        | 英格蘭王族                                                                        |
| --------------------------------------------------------------------------------- | --------------------------------------------------------------------------------- | --------------------------------------------------------------------------------- |
| 空缺上一位持有相同頭銜者：納瓦拉的喬安娜                                          | 英格蘭王后 1420年6月2日－1422年8月31日                                            | 空缺下一位持有相同頭銜者：安茹的瑪格麗特                                          |